# یواس‌اس پینافور (اس‌پی-۴۵۰)
یواس‌اس پینافور (اس‌پی-۴۵۰) (به انگلیسی: USS Pinafore (SP-450)) یک کشتی است که طول آن ۴۵ فوت (۱۴ متر) می‌باشد. این کشتی در سال ۱۹۰۲ ساخته شد.